# Вороново (усадьба)
Во́роново — подмосковная усадьба московского градоначальника Фёдора Ростопчина, сожжённая им после занятия Москвы французами. Восстановлена в изменённом виде при графах Шереметевых, с 1949 года — закрытый дом отдыха (ныне в ведении Минэкономразвития).
До середины 2012 года село Вороново относилось к Подольскому району Московской области, потом вошло в состав «Новой Москвы».

## История
Вороново — одна из старейших по времени возникновения подмосковных усадеб. Ещё до начала Смуты здесь держали боярский двор Вороные-Волынские (вотчина А. И. Воронова-Волынского), потомки загадочного князя Боброка. С 1640 года владелец усадьбы Ф. В. Волынский и до середины XVIII века его потомки. Затем усадьбой владел генерал, граф И. И. Воронцов (женатый на дочери казнённого в 1740 году кабинет-министра А. П. Волынского М. А. Волынской) и до 1800 года его сын, крестный отец А. С. Пушкина, граф А. И. Воронцов. Потом государственный деятель, писатель граф Ф. В. Ростопчин. До 1860 года его сын писатель, граф А. Ф. Ростопчин и его жена поэтесса Е. П. Ростопчина (урождённая Сушкова). Далее — музыкант, основатель Российского пожарного общества граф А. Д. Шереметев и далее его сводный брат историограф и писатель граф С. Д. Шереметев. Последняя владелица с 1894 года до 1917 года его дочь графиня А. С. Сабурова.
После казни кабинет-министра Артемия Волынского имение было изъято в казну, но несколько лет спустя при Елизавете Петровне возвращено его дочери, которая была выдана замуж за графа Ивана Воронцова.
Братья Воронцовы — зачинатели русских усадебных традиций Нового времени — в середине XVIII века украсили каменными сельскими домами многие губернии России. Обустройством парка в Воронове (или Воронцове) занимался архитектор Карл Бланк. Трёхэтажный господский дом с 8-колонным портиком и флигелями позднее спроектировал для графа Артемия Ивановича Воронцова мастер русского палладианства Н. А. Львов. Вот как описывал имение в письме к другу (1793) зять владельца:
Вы помните Вороново времён Ивана Ларионовича так же, как и я. Ну что же. Вы ничего не узнали бы. Дом — настоящий дворец, примерно в таком же духе, как дом в Москве, а может быть он ещё больше. Вкус Львова узнаётся в колоннадах и ротондах. Бог знает, когда всё будет окончено. Что же касается меня, я живу в голландском домике, построенном ещё Бланком во времена Ивана Ларионовича. Имение великолепное, леса и прочее в полной красе.

Семья владельцев Воронова (Воронцова)
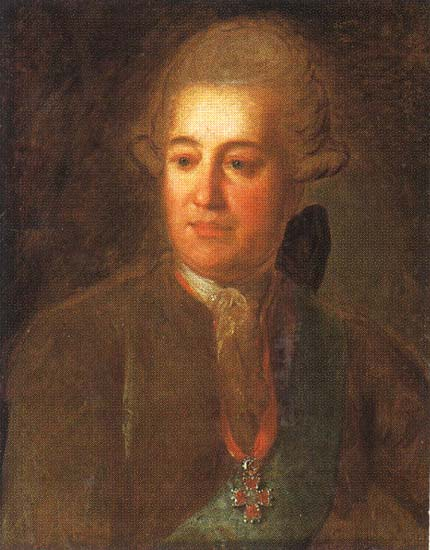
Иван Ларионович, хозяин
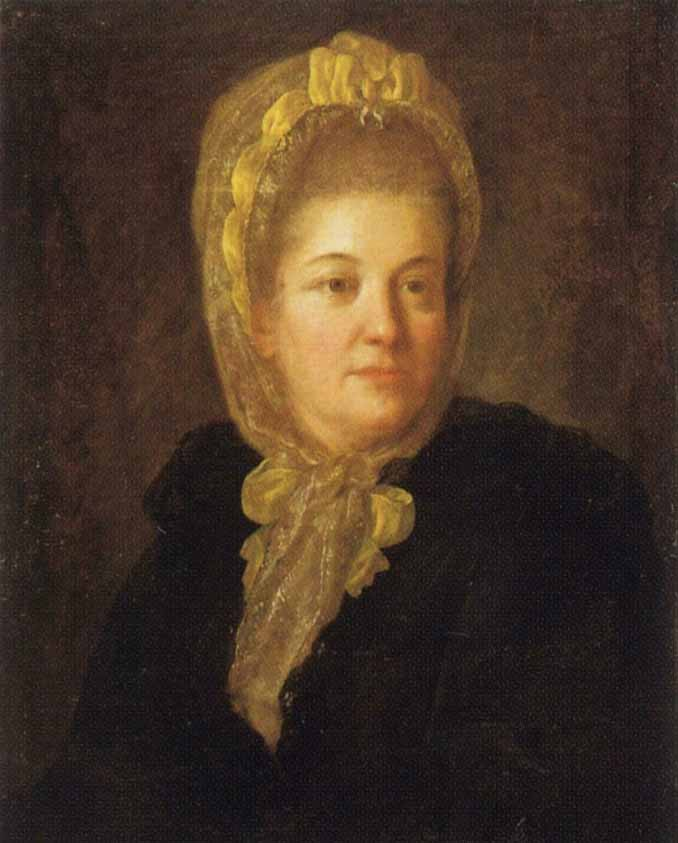
Марья Артемьевна, жена
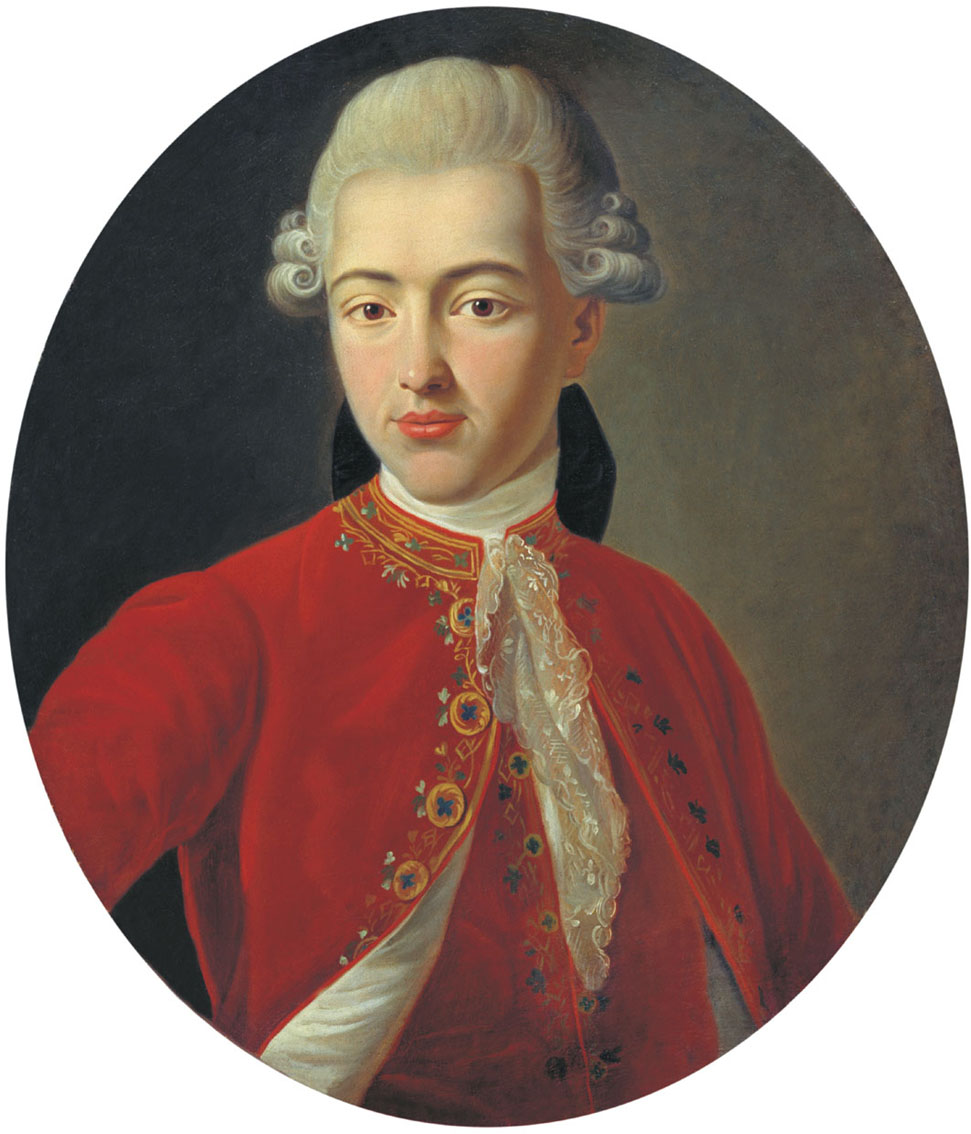
Илларион Иванович, сын
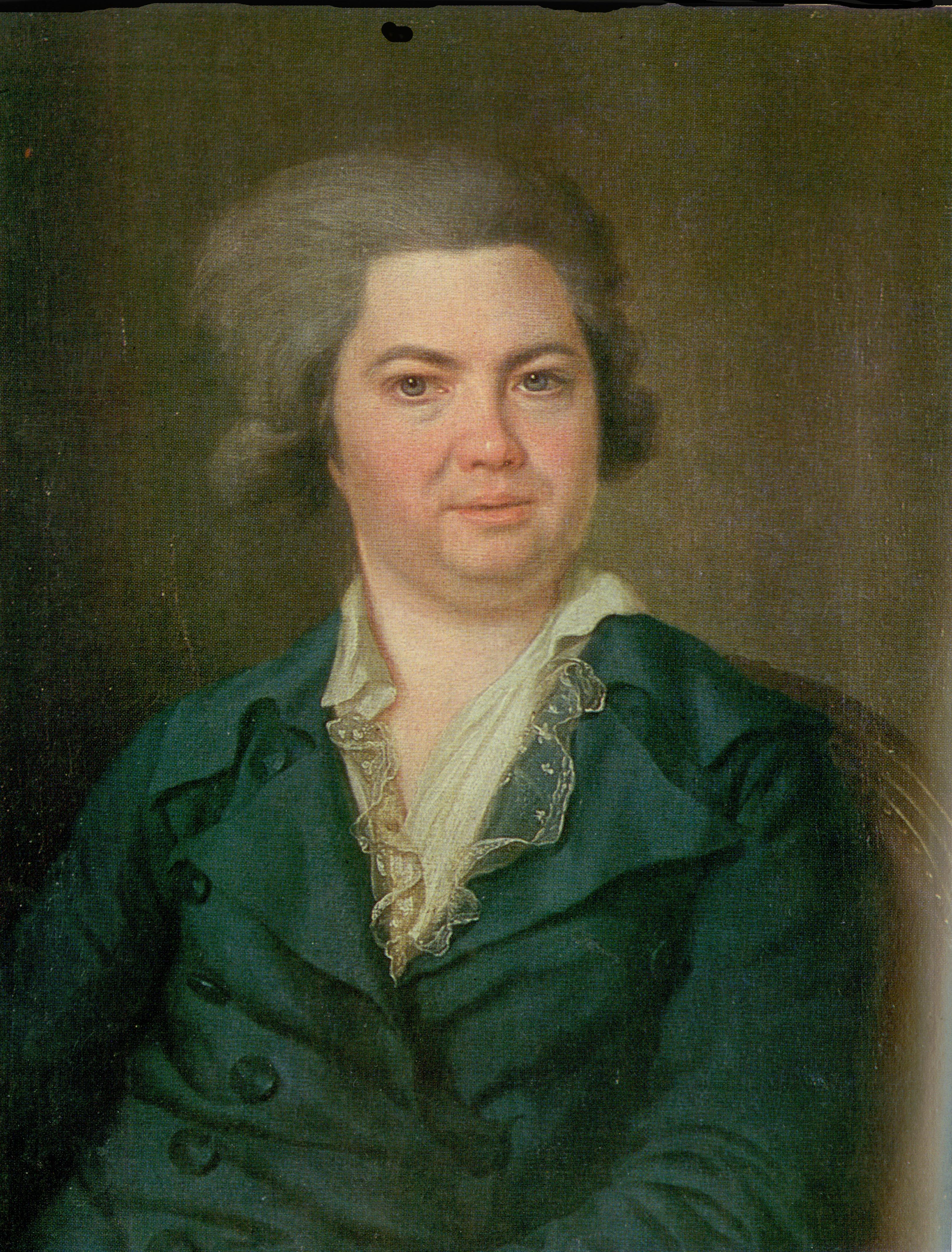
Артемий Иванович, сын
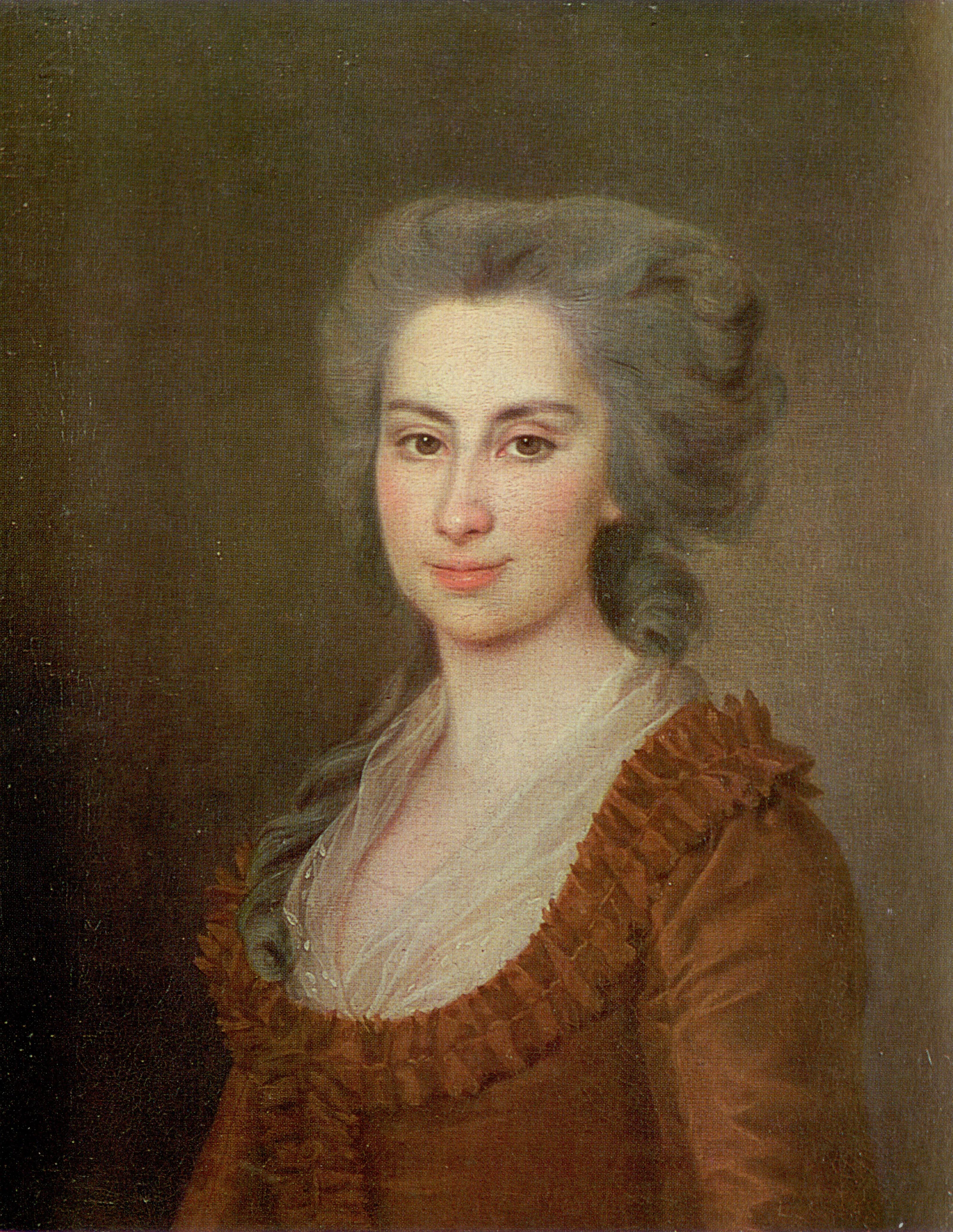
Прасковья Фёдоровна, сноха

Два парных обелиска напоминали владельцам о посещении усадьбы в 1775 году Екатериной II. Хотя густые липовые боскеты закрывали вид на дворец от проезжающих по Калужской дороге, Щекатов и Максимович писали в географическом словаре 1801 года: «Воронцово село, принадлежащее графу Ивану Ларионовичу Воронцову, расстоянием от деревни Мочи за две версты, по множеству в нём заключающегося каменного строенья представляет издали вид великолепного замка». Впрочем, ко времени публикации словаря нуждавшийся в средствах граф Воронцов уже продал имение за 320 тыс. руб. графу Фёдору Ростопчину, одному из фаворитов Павла I.
После смерти своего покровителя Ростопчин восемь лет круглогодично жил в Воронове на положении полуопального, занимался сочинительством, принимал здесь мадам де Сталь, строил вместе с инженером Леппихом «летучий корабль», выращивал в оранжерее средиземноморские плоды, выписал агронома из Англии и садовода из Вёрлица, завёл конный двор на сто лошадей (от которого сохранилась лишь одна башня). Имение Ростопчина служило образцом для других московских дворян и почиталось гордостью Подольского уезда. Вдохновляясь античными примерами, после вступления французов в Москву граф Ростопчин лично сжёг свой дворец со всем его роскошным убранством, оставив для непрошеных гостей доску с надписью:
Восемь лет я украшал это село, в котором наслаждался счастьем среди моей семьи. При вашем приближении обыватели в числе 1720-ти покидают жилища, а я предаю огню дом свой, чтобы он не был осквернён вашим присутствием.
Этот неслыханный в русской истории поступок произвёл неизгладимое впечатление на современников. Другим незаурядным событием был переход в католичество хозяйки усадьбы, графини Екатерины Петровны. По окончании войны Ростопчин был обвинён в поджоге Москвы и скрылся за границей. Его сын Андрей и сноха Евдокия, воспевшая Вороново в стихах, на фундаментах старого дворца выстроили в упрощённых формах достаточно заурядный 2-этажный господский дом, который можно видеть на зарисовках, выполненных в 1839 и 1842 гг. их племянником графом де Сегюром.
В середине XIX века Вороново пополнило ожерелье подмосковных усадеб, принадлежавших братьям Александру и Сергею Шереметевым. При них над домом была надстроена высокая мансардная крыша на французский манер, южное крыло разобрано, галерея расширена, к парадному фасаду пристроена открытая аркада с балконом. Последние перед революцией владельцы — петроградский губернатор Александр Сабуров и его жена Анна Сергеевна, урождённая Шереметева, — приезжали в Вороново из столицы только на лето в качестве дачников.
Здесь похоронен известный искусствовед и философ Н. М. Тарабукин.
После 1917 года все художественные ценности из усадьбы были расхищены, четыре портрета вывезены в Музейный фонд.
Графу А. Д. Шереметьеву принадлежала подмосковная усадьба Останкино.
Московская городская усадьба графа И. И. Воронцова находится на ул. Рождественка. 11. Дом графа Ф. В. Ростопчина на ул. Лубянка . 14. Особняк графа Е. П. Ростопчина на Рождественском бульваре 14.

## Постройки

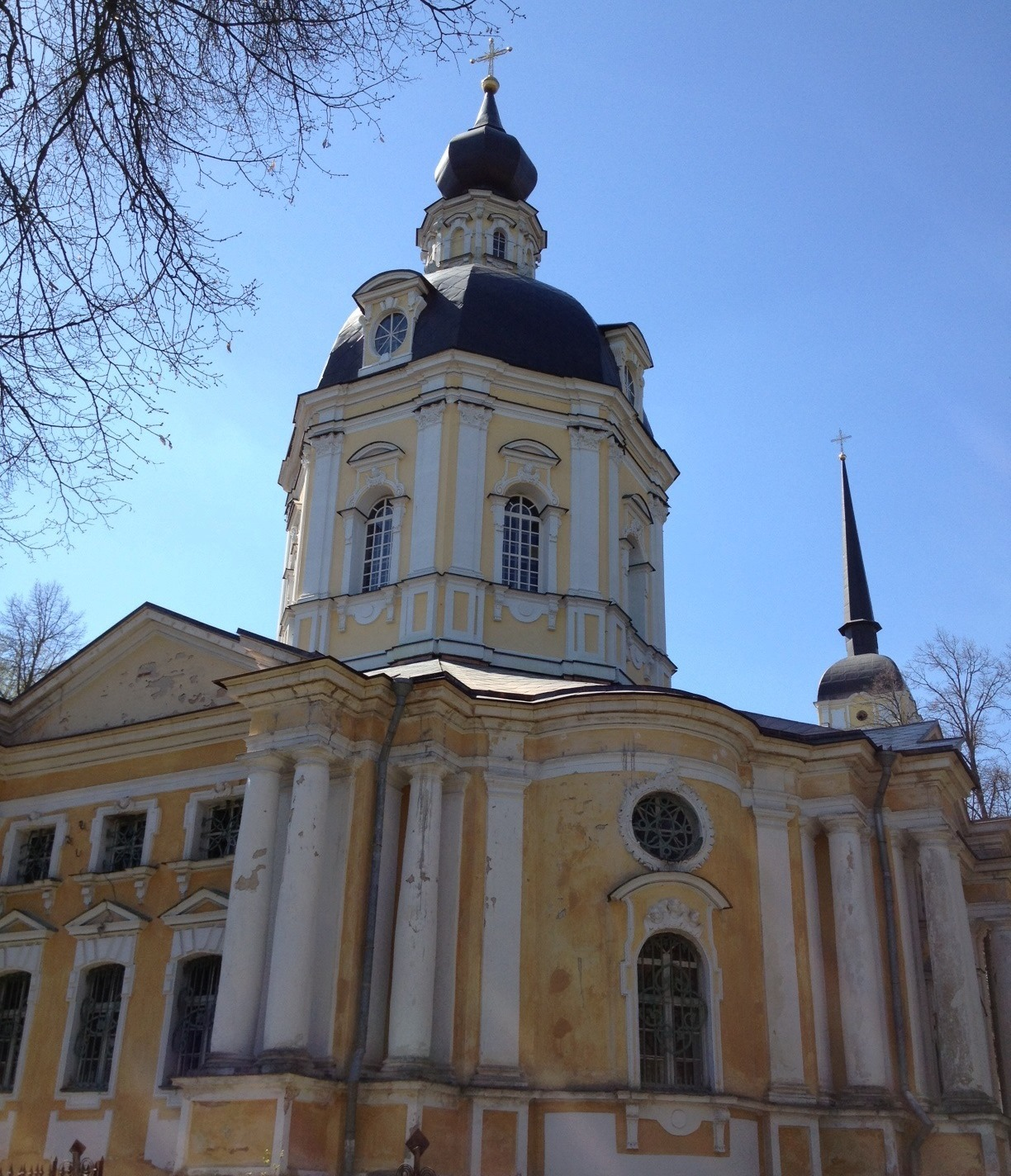
Усадебная церковь Спаса Нерукотворного

- Усадебный дом — образчик эклектики XIX века, с пониженными боковыми крыльями, построенным архитектором Н. А. Львовым в стиле классицизм и некоторыми переделками XIX века. В 1949 году сохранившаяся «коробка» перестроена для размещения дома отдыха. «При этом здание получило в центре восточного фасада новую пристройку с сильно выступающим портиком. Северное крыло (флигель и бывший переход-галерея) почти не подверглось изменениям, а южное восстановлено по его образцу»[3].
- Церковь Спаса Нерукотворного с приделами вмч. Артемия и Марии Египетской (позднее Николая Чудотворца) и отдельно стоящей колокольней — усыпальница четы Воронцовых, выстроенная в 1752—1762 годах в стиле позднего барокко (предположительно по проекту К. И. Бланка). В советское время храм не закрывался, благодаря чему первоначальный интерьер сохранился до наших дней. За алтарём похоронен игумен Пантелеимон (Лебедев), сын архиепископа Мелхиседека, бывший настоятелем храма в 1979—1994 годах и много сделавший для его восстановления.
- Голландский домик с высокими фигурчатыми фронтонами, белокаменными деталями и декоративными вазами — повторение одного из парковых павильонов шереметевского Кускова, выдержанное Карлом Бланком в стиле петровской эпохи.
- Конный двор с башней и регулярный липовый парк середины 18 века из смешанных пород деревьев. Парки обустроены в конце XIX века паркостроителем А. Э. Регелем[2].